# Distrito de Pozuzo
El distrito de Pozuzo es uno de los ocho distritos que conforman la Provincia de Oxapampa, ubicada en el Departamento de Pasco, bajo la administración del Gobierno Regional de Pasco, en Perú.
Desde el punto de vista jerárquico de la Iglesia católica forma parte del Vicariato apostólico de San Ramón.

## Historia
El distrito de Pozuzo fue creado el 29 de noviembre de 1918, durante el gobierno del Presidente José Pardo y Barreda, mediante la ley N° 2889, que creó la provincia de Pachitea en el departamento de Huánuco.

## Geografía
Ubicado en la región de Selva Alta, con una superficie aproximada de 1394,4 km², distribuidas en la vertiente oriental de la cordillera en la región denominada Selva Central. La altitud promedio es de 824 m s. n. m. (en la capital del distrito conocida como La Colonia), sin embargo, tiene un rango que va desde los 600 hasta los 1850 m.s.n.m, esto es, desde la transición a Selva Baja (pie de monte andino oriental), atravesando la Selva Alta, hasta la ceja de selva. Su situación le confiere una fisiografía principalmente montañosa, con valles que generan paisajes de mosaicos muy vistosos por el contraste entre la vegetación natural de los bosques y las pasturas artificiales (pastizales).

### Hidrografía
Cuenta con dos ríos:
- Río Huancabamba con el cual inicia su recorrido en el sector de Tunqui (que se encuentra dentro de su jurisdicción) hasta el sector de Tillingo, el caudal promedio máximo determinado es de 250 m³/s para los meses lluviosos de febrero a marzo y de 80 m³/s para los meses secos, como referencia el mes de agosto.
- Río Santa Cruz inicia su recorrido en el sector de Cañachacra (que se encuentra dentro de su jurisdicción) hasta el sector de Tillingo, el caudal promedio máximo determinado es de 200 m³/s para los meses lluviosos de febrero – marzo, y de 75 m³/s para los meses secos, como referencia el mes de agosto.

## Capital
Es el pueblo de Pozuzo, ubicado a una elevación 1000 metros sobre el nivel del mar.
El idioma predominante en el distrito es el castellano.

## Autoridades

### Municipales
Anexo:Alcaldes de Pozuzo
- 2015-2018
  - Alcalde: Cesar Manuel Espinoza Santiago; del Movimiento Regional Frente Andino Amazónico
  - Regidores: Teniente Alcalde Conrado Vogt Witting; Regidora:Nelly Claudia Zavala Ramos; Regidor Hernández Tolentino Ruiz; Regidor:Wilfredo Malpartida Placido; Regidor: René David Ballesteros Egg
- 2013-2014[2]
  - Alcalde: Antonio Ballesteros Bautista, del Partido Democrático Somos Perú (SP).
  - Regidores: Héctor Alvarado Silva (SP), Juana Luisa Trinidad Aguado (SP), Micaela Maldonado Saldani (SP), Joaquín Alvarado Vásquez (SP), Juan Carlos Witting Poma (Concertacion en la Región)[3]
- 2011-2012[4]
  - Alcalde: Adelio Inocente Huaranga, del Partido Democrático Somos Perú (SP), .
  - Regidores: Antonio Ballesteros Bautista (SP), Héctor Alvarado Silva (SP), Juana Luisa Trinidad Aguado (SP), Micaela Maldonado Saldani (SP), Juan Carlos Witting Poma (Concertacion en la Región)[3]
- 2007-2010
  - Alcalde: Pedro Ubaldo Polinar, del Movimiento independiente Concertación en la Región.

### Policiales
- Comisario:   PNP.

### Religiosas
- Vicariato apostólico de San Ramón[5]
  - Vicario apostólico: Obispo monseñor Gerardo Žerdín Bukovec, OFM.
- Parroquia
  - Párroco: Pbro.